# 日本寺 (千葉県多古町)
日本寺（にちほんじ）は、千葉県香取郡多古町にある、日蓮宗の本山（由緒寺院）。山号は正東山。

## 概要
慶長4年（1599年）から明治8年（1875年）まで中村檀林が開かれ、270余年の間に延べ10万人もの僧侶を輩出。小西檀林、飯高檀林とともに「関東三大檀林」と称された。
当檀林から奠師法縁、親師法縁（精師法縁、貞師法縁）、達師法縁、境師法縁、要師法縁、莚師法縁の七法縁が発生した。
本堂の「交互の御影（みたがいのみえい）」は日蓮と富木常忍が互いの像を刻んだものといわれている。
参道や歴代墓地の周囲には8000株の紫陽花が植えられており「あじさい寺」として知られてきた。2013年には境内の森の中にあじさい庭園が開園し、50種類以上の珍しい品種のあじさいが散策路わきに植栽されている。
現住は341世清瀬日草貫首（京都市最然寺より晋山）。奠師法縁（奠統会）。

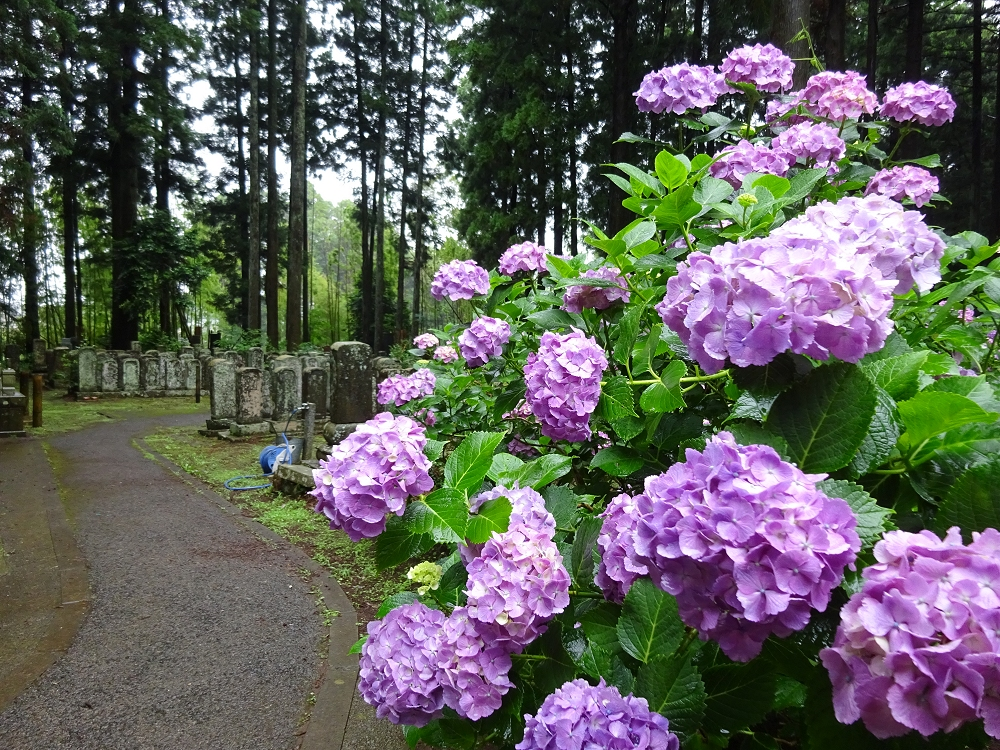
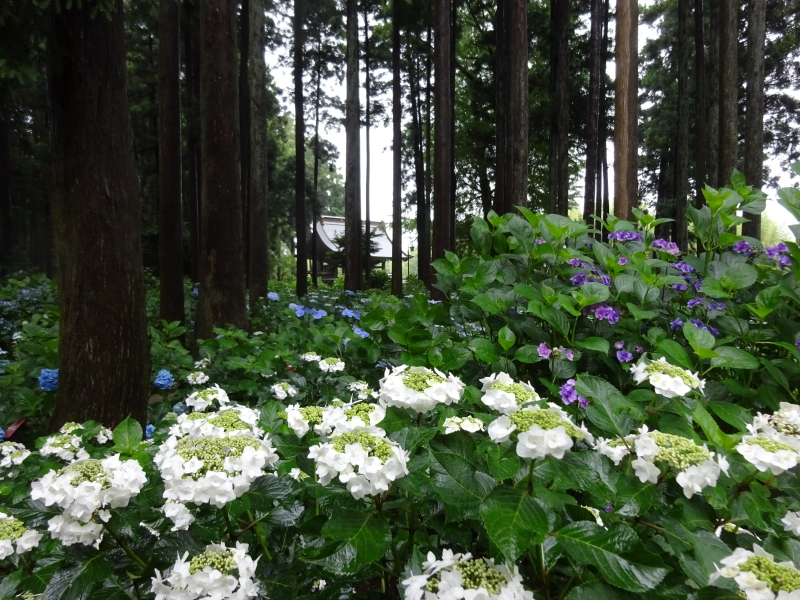
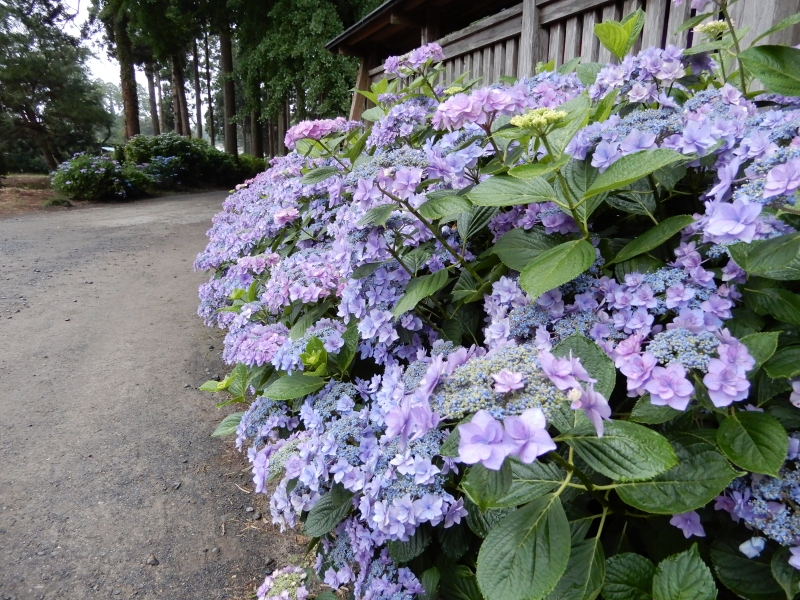

## 歴史
- 1319年（元応元年） 法華経寺・日祐は千葉胤貞より、土地の寄進を受け、高祐山東福寺を建立する[2]。
- 1591年（天正19年） 正東山日本寺と改称する。
- 1599年（慶長4年） 妙福寺・日円は中村檀林を開檀する[3]。
- 1630年（寛永7年） 身池対論に中村檀林から日充が臨む。
- 1875年（明治8年） 中村檀林が廃檀となる[1]。

## 文化財

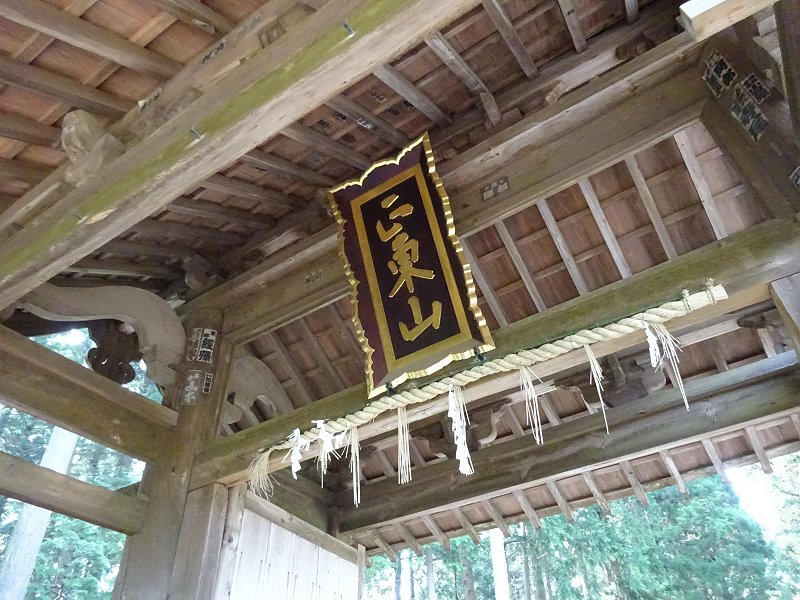
扁額（日本三額）

- 扁額（多古町指定有形文化財） 本阿弥光悦筆で日本三額の一つ[1]。
- 山門（多古町指定有形文化財） 安土桃山時代から江戸時代初期にかけての建築とされる切妻造りの山門[1]。
- 鐘楼（多古町指定有形文化財） 緻密な木組みの構造をもつ2階建ての鐘楼[1]。

## 旧末寺
日蓮宗は1941年（昭和16年）に本末を解体したため、現在では、旧本山、旧末寺と呼びならわしている。
- 妙道寺（千葉県香取郡多古町喜多）
- 常高祐山東福寺（千葉県香取郡多古町南中）

## 交通アクセス
- ジェイアールバス関東多古本線（成田 -  八日市場）「南中」下車　徒歩3分
- 成田空港シャトルバス「道の駅多古」下車　徒歩20分。